# Falkner, Mississippi
Falkner là một thành phố thuộc quận Tippah, tiểu bang Mississippi, Hoa Kỳ. Năm 2010, dân số của thành phố này là 514 người.

## Dân số
- Dân số năm 2000: 212 người.
- Dân số năm 2010: 514 người.